# Địa Hỏa Minh Di
Quẻ Địa Hỏa Minh Di, đồ hình |:|::: còn gọi là quẻ Minh Di (明夷 ming2 yi2), là quẻ thứ 36 trong Kinh Dịch.
- Nội quái là ☲ (|:| 離 li2) Ly hay Hỏa (火).
- Ngoại quái là ☷ (::: 坤 kun1) Khôn hay Đất (地).

Giải nghĩa: Thương dã. Hại đau. Thương tích, bệnh hoạn, buồn lo, đau lòng, ánh sáng bị tổn thương. Kinh cức mãn đồ chi tượng: gai góc đầy đường.